# Le Bourget-du-Lac
Le Bourget-du-Lac is een gemeente in het Franse departement Savoie (regio Auvergne-Rhône-Alpes). De plaats maakt deel uit van het arrondissement Chambéry. Le Bourget-du-Lac telde op 1 januari 2022 5.077 inwoners.

## Geografie
De oppervlakte van Le Bourget-du-Lac bedroeg op 1 januari 2022 20,05 vierkante kilometer; de bevolkingsdichtheid was toen 253,2 inwoners per km². De gemeente ligt aan de zuidoever van het meer van Le Bourget, aan wie het zijn naam heeft gegeven. 

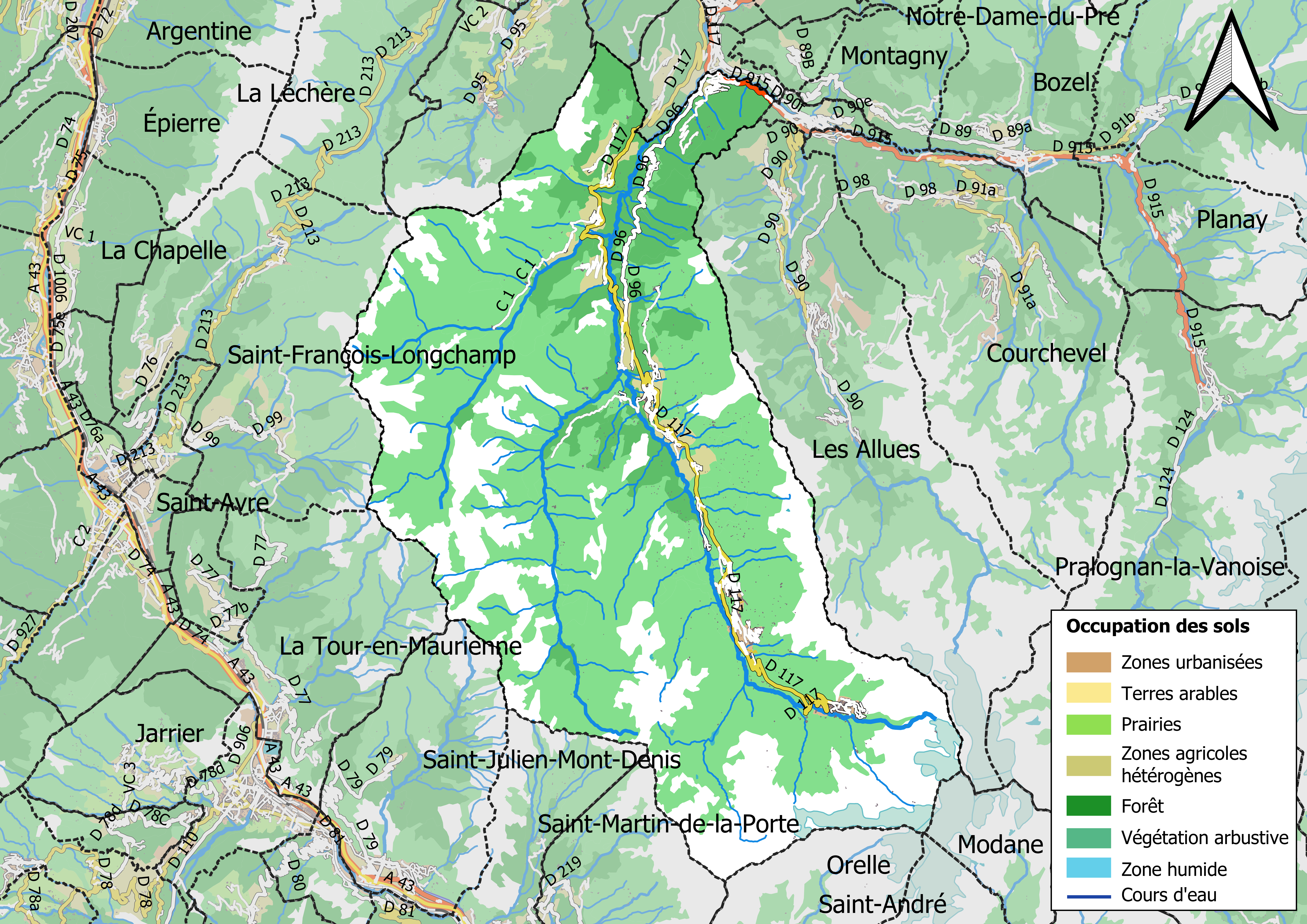
Kaart van de gemeente met de belangrijkste infrastructuur, bodemgebruik en omliggende gemeenten

## Demografie
Onderstaande figuur toont het verloop van het inwonertal (bron: INSEE-tellingen).

## Afbeeldingen

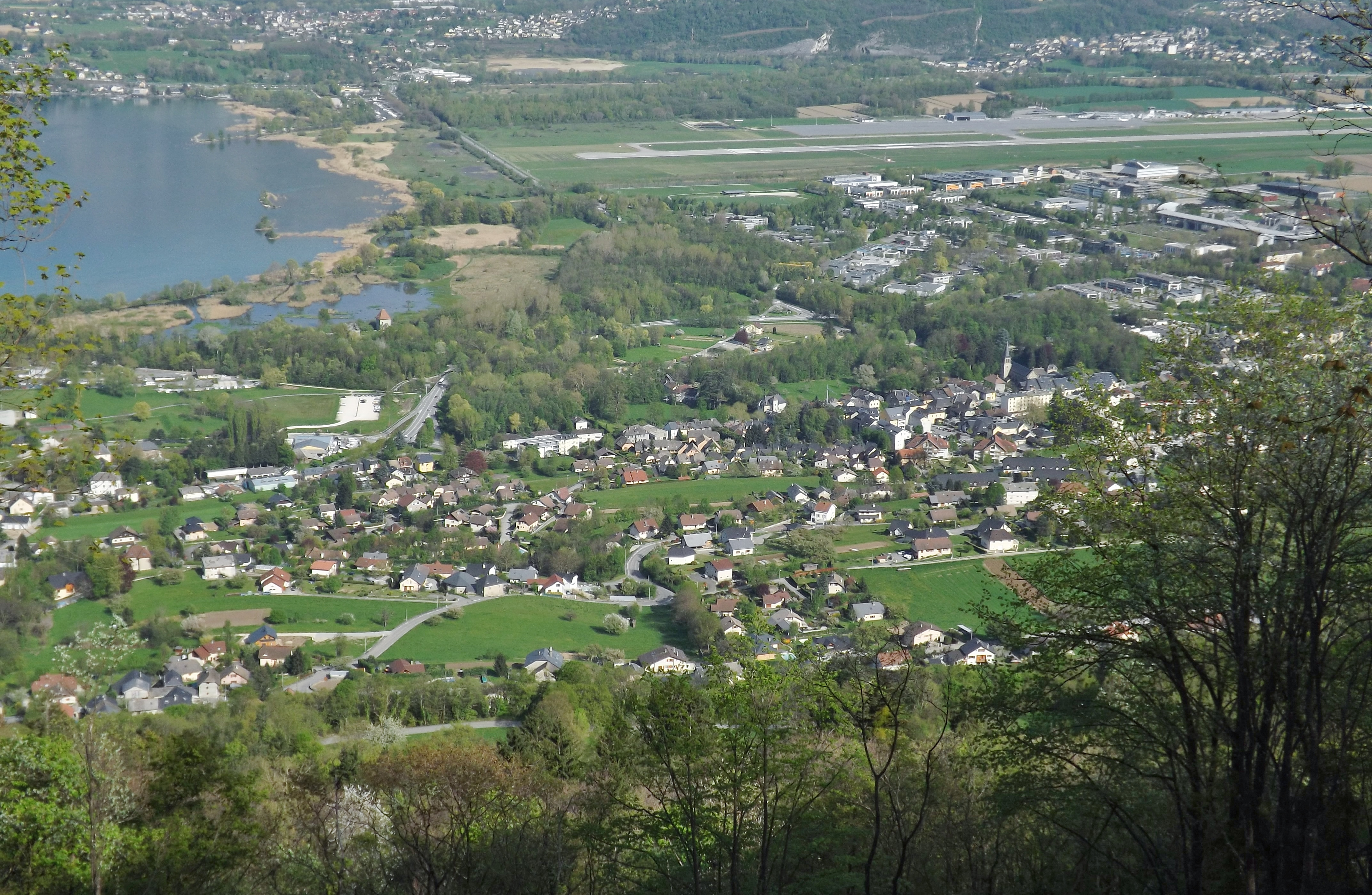
Panorama
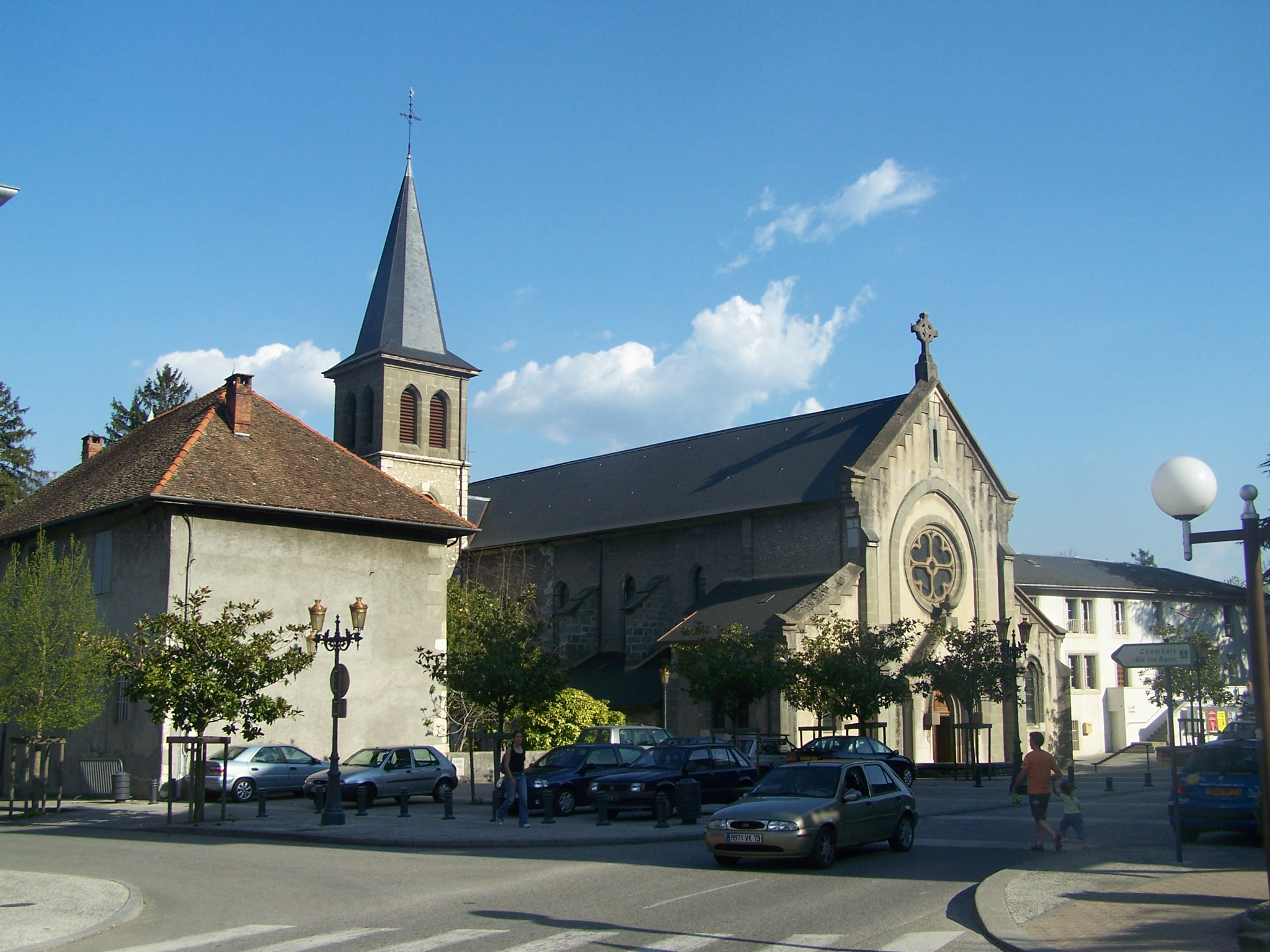
Kerk
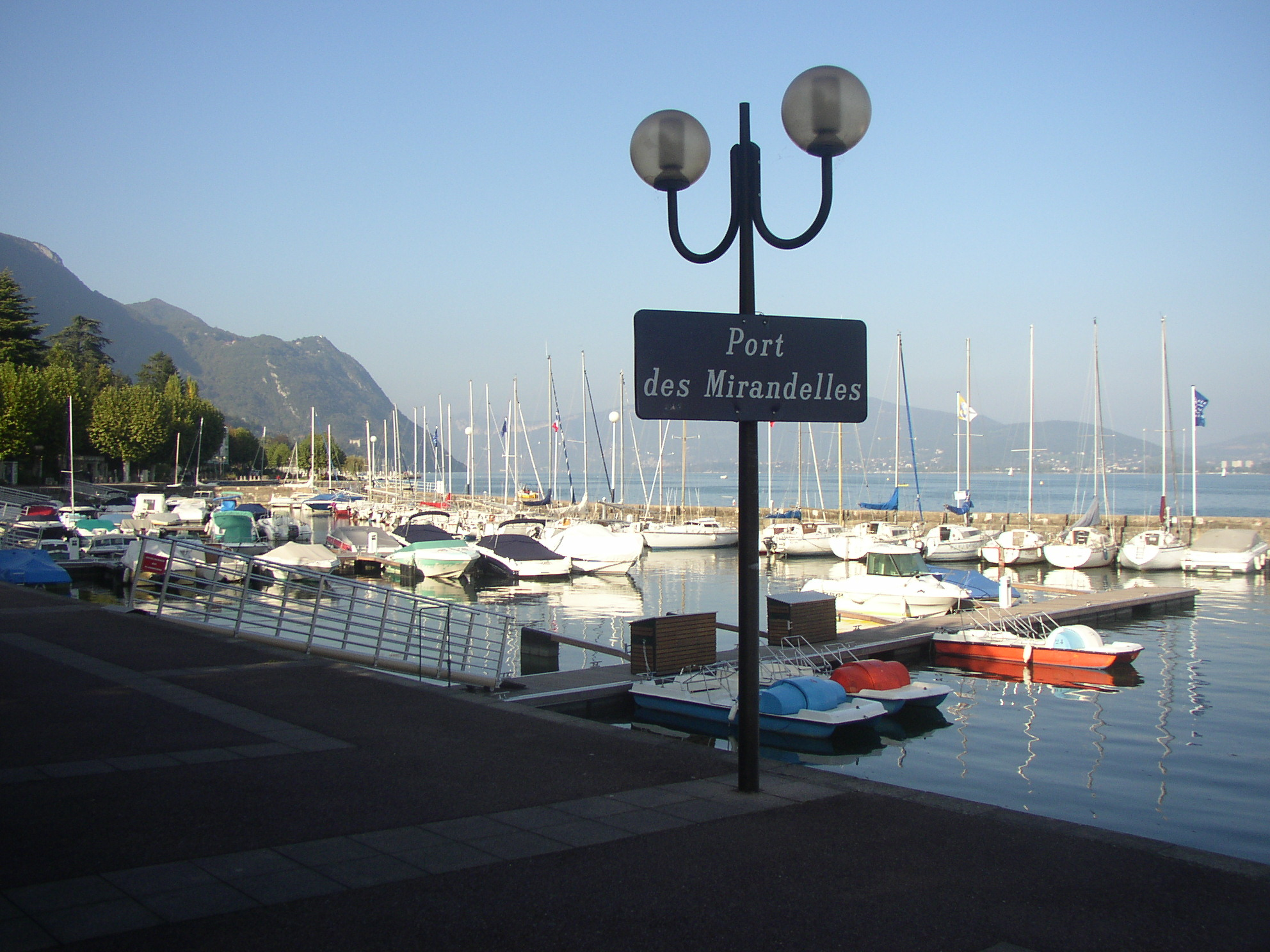
Haven